# X.800
X.800 es una recomendación que describe las características básicas que deben ser consideradas cuando se quiere conectar una computadora con otras, ya sea conectarse a Internet o a una Red de área local, de forma segura.

## Introducción
X.800 forma parte de la Unión Internacional de Telecomunicaciones, aprobaba el 22 de marzo de 1991 en Ginebra. El Comité Consultivo Internacional Telegráfico y Telefónico fue el responsable de su elaboración. No es una especificación de implementación, sino una descripción de los servicios de seguridad básicos que pueden ser aplicados cuando es necesario proteger la comunicación entre sistemas. La recomendación define en qué capa del Modelo de Interconexión de Sistemas Abiertos se puede aplicar cada servicio e incluye los mecanismos que pueden ser implementados para ofrecerlos, así como un capítulo dedicado a la administración de la seguridad.

## Servicios de seguridad
1. Autenticación: Confirma que la identidad de una o más entidades conectadas a una o más entidades sea verdadera. Entiéndase por entidad un usuario, proceso o sistema. De igual forma corrobora a una entidad que la información proviene de otra entidad verdadera.
2. Control de acceso: Protege a una entidad contra el uso no autorizado de sus recursos. Este servicio de seguridad se puede aplicar a varios tipos de acceso, por ejemplo el uso de medios de comunicación, la lectura, escritura o eliminación de información y la ejecución de procesos.
3. Confidencialidad: Protege a una entidad contra la revelación deliberada o accidental de cualquier conjunto de datos a entidades no autorizadas.
4. Integridad: Asegura que los datos almacenados en las computadoras y/o transferidos en una conexión no fueron modificados.
5. No repudio: Este servicio protege contra usuarios que quieran negar falsamente que enviaran o recibieran un mensaje.